# Zabójcze umysły: Okiem sprawcy
Zabójcze umysły: Okiem sprawcy (ang. Criminal Minds: Suspect Behavior, 2011) – amerykański serial kryminalny nadawany przez stację CBS od 16 lutego do 25 maja 2011 roku. W Polsce był emitowany od 6 kwietnia 2011 do 30 czerwca 2011 na kanale AXN. Spin-off serialu Zabójcze umysły z 2005 roku.

## Opis fabuły
Agent FBI Sam Cooper (Forest Whitaker), szef specjalnej jednostki analiz behawioralnych BAU i zajmujący się tworzeniem portretów psychologicznych seryjnych morderców zespół ekspertów, m.in.: Beth Griffith (Janeane Garofalo), Mick Rawson (Matt Ryan), Jonathan „Prophet” Simms (Michael Kelly) oraz Gina LaSalle (Beau Garrett), wkracza do akcji wówczas, gdy policyjne dowody i metody śledcze okazują się niewystarczające do ujęcia sprawców. Nieprzestrzegający biurokratycznych przepisów agenci pracują według własnych metod.

## Obsada
- Forest Whitaker jako Sam Cooper
- Janeane Garofalo jako Beth Griffith
- Matt Ryan jako Mick Rawson
- Michael Kelly jako Jonathan „Prophet” Simms
- Beau Garrett jako Gina LaSalle
- Kirsten Vangsness jako Penelope Garcia
- Richard Schiff jako Jack Fickler

## Lista odcinków
| Sezon | Sezon | Odcinki | Oryginalna emisja | Oryginalna emisja | Emisja          | Emisja        | Emisja |
| Sezon | Sezon | Odcinki | Premiera sezonu   | Finał sezonu      | Premiera sezonu | Finał sezonu  |        |
| ----- | ----- | ------- | ----------------- | ----------------- | --------------- | ------------- | ------ |
|       | 1     | 13      | 16 lutego 2011    | 25 maja 2011      | 6 kwietnia 2011 | 20 lipca 2011 | –      |

### Sezon 1 (2011)
| #  | Tytuł                       | Reżyseria            | Scenariusz                | Premiera         | Premiera         |
| -- | --------------------------- | -------------------- | ------------------------- | ---------------- | ---------------- |
| 1  | "Two of a Kind"             | John Terlesky        | Rob Fresco                | 16 lutego 2011   | 6 kwietnia 2011  |
| 2  | "Lonely Hearts"             | Michael Watkins      | Shintaro Shimosawa        | 23 lutego 2011   | 13 kwietnia 2011 |
| 3  | "See No Evil"               | Rob Spera            | Barry Schindel            | 2 marca 2011     | 20 kwietnia 2011 |
| 4  | "One Shot Kill"             | Terry McDonough      | Rob Fresco                | 9 marca 2011     | 27 kwietnia 2011 |
| 5  | "Here Is the Fire"          | Andrew Bernstein     | Chris Mundy, Ian Goldberg | 16 marca 2011    | 4 maja 2011      |
| 6  | "Devotion"                  | Stephen Cragg        | Shintaro Shimosawa        | 23 marca 2011    | 11 maja 2011     |
| 7  | "Jane"                      | Rob Hardy            | Glen Mazzara              | 30 marca 2011    | 18 maja 2011     |
| 8  | "Nighthawk"                 | Dwight Little        | Ian Goldberg              | 6 kwietnia 2011  | 25 maja 2011     |
| 9  | "Smother"                   | Phil Abraham         | Melissa Blake, Joy Blake  | 13 kwietnia 2011 | 1 czerwca 2011   |
| 10 | "The Time Is Now"           | Tim Matheson         | Joy Blake, Melissa Blake  | 4 maja 2011      | 29 czerwca 2011  |
| 11 | "Strays"                    | Anna J. Foerster     | Chris Mundy, Glen Mazzara | 11 maja 2011     | 6 lipca 2011     |
| 12 | "The Girl in the Blue Mask" | Félix Alcalá         | Mark Richard              | 18 maja 2011     | 13 lipca 2011    |
| 13 | "Death by a Thousand Cuts"  | Edward Allen Bernero | Ian Goldberg              | 25 maja 2011     | 20 lipca 2011    |